# Volksstimme
För tidningen i Karl-Marx-Stadt (nuvarande Chemnitz), se Freie Presse.

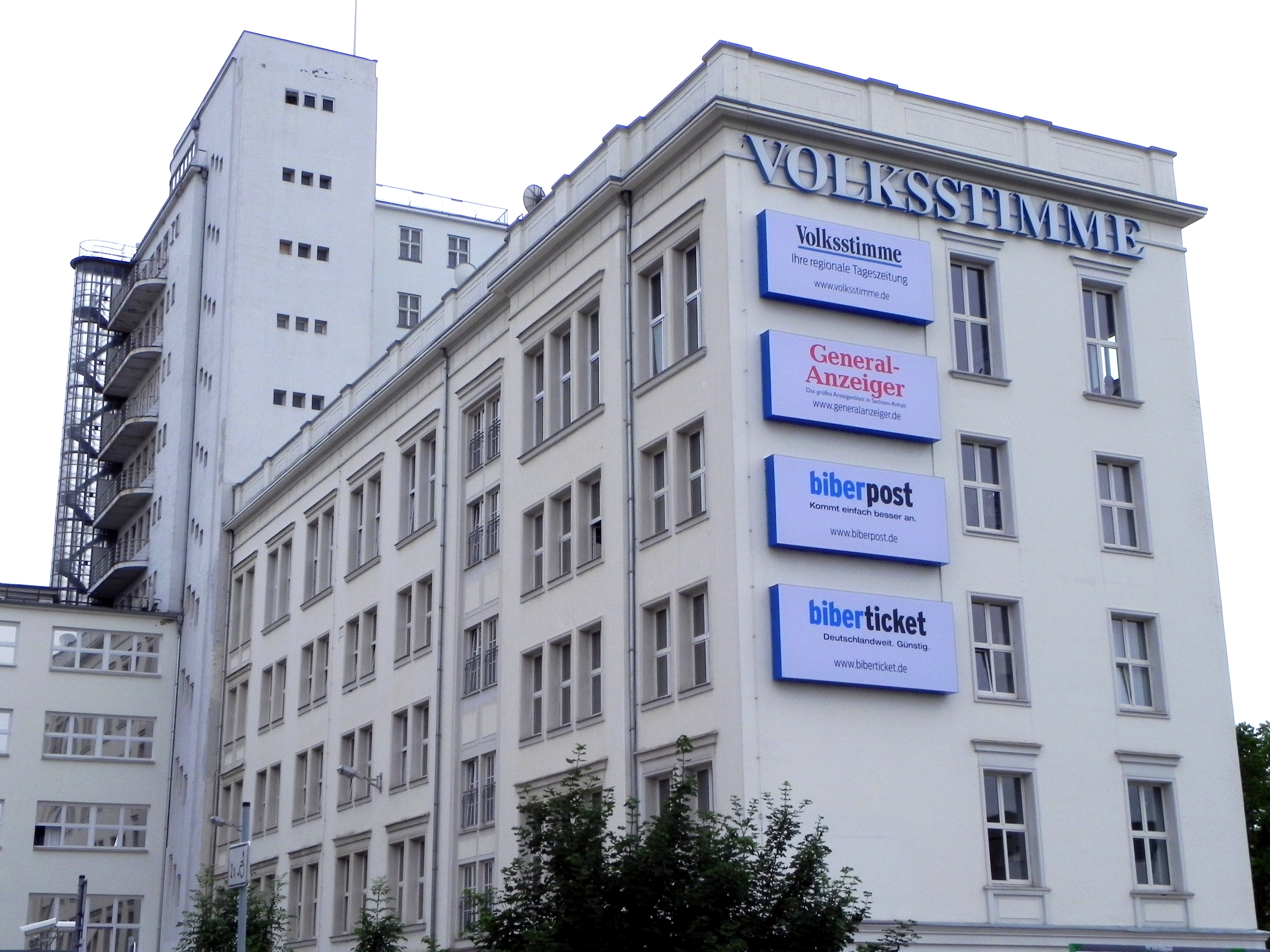
Tidningshuset i Magdeburg

Volksstimme är en regional dagstidning i det tyska förbundslandet Sachsen-Anhalt, med huvudkontor i Magdeburg. Tidningen grundades 1890 med beteckningen "socialdemokratisk" och förbjöds i samband med Hitlers maktövertagande 1933. Efter andra världskrigets slut började tidningen ges ut av den östtyska staten. I samband med återföreningen av Tyskland 1990 kom tidningen återigen i privat ägo.